# Municipio de Salem (condado de Steuben)
El municipio de Salem (en inglés: Salem Township) es un municipio ubicado en el condado de Steuben en el estado estadounidense de Indiana. En el año 2010 tenía una población de 2262 habitantes y una densidad poblacional de 25,23 personas por km².

## Geografía
El municipio de Salem se encuentra ubicado en las coordenadas 41°33′34″N 85°7′56″O / 41.55944, -85.13222. Según la Oficina del Censo de los Estados Unidos, el municipio tiene una superficie total de 89.65 km², de la cual 87.86 km² corresponden a tierra firme y (2%) 1.79 km² es agua.

## Demografía
Según el censo de 2010, había 2262 personas residiendo en el municipio de Salem. La densidad de población era de 25,23 hab./km². De los 2262 habitantes, el municipio de Salem estaba compuesto por el 98.32% blancos, el 0.04% eran afroamericanos, el 0.13% eran amerindios, el 0.22% eran asiáticos, el 0.04% eran isleños del Pacífico, el 0.35% eran de otras razas y el 0.88% pertenecían a dos o más razas. Del total de la población el 1.41% eran hispanos o latinos de cualquier raza.